# Шолково (Вологодская область)
Шолково — деревня в Никольском районе Вологодской области.
Входит в состав Краснополянского сельского поселения (с 1 января 2006 года по 1 апреля 2013 года входила в Осиновское сельское поселение), с точки зрения административно-территориального деления — в Осиновский сельсовет.
Расстояние до районного центра Никольска по автодороге — 17 км. Ближайшие населённые пункты — Скочково, Блудново, Козловка.
По переписи 2002 года население — 17 человек.